# Samuel Roy McKelvie
Samuel Roy McKelvie, född 15 april 1881 i Clay County, Nebraska, död 6 januari 1956 i Mesa, Arizona, var en amerikansk republikansk politiker. Han var Nebraskas viceguvernör 1913–1915 och guvernör 1919–1923.
McKelvie var verksam som redaktör för Nebraska Farmer som han sedan blev ägare av. I Lincolns stadsfullmäktige satt han 1908–1909.
McKelvie tillträdde 1913 som Nebraskas viceguvernör och efterträddes 1915 av James Pearson. År 1919 efterträdde han sedan Keith Neville som Nebraskas guvernör och efterträddes 1923 av Charles W. Bryan.
McKelvie avled 1956 och gravsattes på Wyuka Cemetery i Lincoln.